# Cihei, Bihor
Cihei (maghiară Váradcsehi, Csehi) este un sat în comuna Sânmartin din județul Bihor, Crișana, România.
Cea mai veche atestare documentară a satului Cihei datează din anul 1220.

### BHAcest articol despre olocalitate din județul Bihoreste deocamdată unciot. PutețiajutaWikipedia prin completarea lui.
https://commons.wikimedia.org/wiki/File:Gradini%C8%9Ba_Dege%C8%9Bica_din_Cihei.jpg
https://commons.wikimedia.org/wiki/File:Biserica_din_Cihei.jpg